# حصار (تربت حيدريه)
حصار (بالفارسية:روستای حصار)، هي إحدى القری التابعة لريف بایك في قسم قسم بایك من مقاطعة تربت حيدريه، في محافظة خراسان رضوي الإيرانية.

## السكان
- حسب إحصاءات سنة 2006، بلغ إجمالي السكان في هذه القرية 1265 نسمة موزعين على 399 مسكن.[1]

## وصلات خارجية
- إدارة مقاطعة تربت حيدريه.
- بلدية تربت حيدريه.
- إدارة تعليم تربت حيدريه.